# Убили негра
 «Убили негра» — дебютный студийный альбом российской группы «Запрещённые барабанщики», выпущенный в 1999 году на лейбле Монолит.

## История создания
В начале 1999 года была образована группа «Запрещённые барабанщики», которая записала шесть песен. На одну из них, «Убили негра», был снят видеоклип в Минске при посредничестве менеджмента группы «Ляпис Трубецкой». Клип, как вспоминал Виктор Пивторыпавло, некоторое время отпугивал антрепренёров, но уже весной 1999 года песня получила известность благодаря ротации на «Нашем радио». По словам Ивана Трофимова, клип год пролежал на полке, причём музыканты увидели его за два дня до выхода в эфир, и решающее слово в его судьбе принадлежало Артемию Троицкому:
MTV взяло его в свою программу 1 апреля в рамках какой-то дурацкой акции и попросило москвичей откликнуться — ставить в ротацию или нет. 80% жителей Москвы ответили отрицательно. А через неделю MTVишники повторили акцию по городам России, не включая Москву, — там 90% откликнулось максимально положительно. На MTV долго думали, что делать, тут и вмешался Троицкий, которому клип понравился.
«Только когда клип стал крутиться на MTV, мы нашли продюсеров, вложивших в нас нормальные деньги, и коллектив, получивший название „Запрещённые барабанщики“, зажил новой жизнью», — вспоминал о тех днях Трофимов.
За время работы над альбомом, как позже рассказывал Пивторыпавло, группа сменила нескольких продюсеров, которым «…в силу финансовых причин приходилось искать студии и в Ростове, и в Москве, и в Минске». Пластинка была записана группой в составе: Виктор Пивторыпавло (вокал, вибрафон, перкуссия), Пётр Архипов (бас-гитара, перкуссия), Виталий Иванченко (ударные), Вячеслав Онищенко (перкуссия) с приглашёнными гитаристами, один из которых, если верить легенде, был найден в подземном переходе.
Для того чтобы издать записанный альбом, который до этого несколько месяцев лежал на полке, «Запрещённые барабанщики» заключили контракт с записывающей компанией «Монолит».

## Список композиций
1. Убили негра — 4:50
2. Шаурма — 4:01
3. Про Клаву — 4:23
4. Шейкбейбимолодость — 3:16
5. Родина — 4:14
6. Салям Алейкум, Берлин — 2:48
7. Только дай — 3:20
8. Модная любовь — 4:29
9. Девушка в платье из ситца — 2:43
10. Чикаго — 1:40
11. Петрова Надя — 2:38
12. Крестик-нолик — 2:06
13. Куба рядом — 5:09

## Популярность
Альбом, материал которого представлял собой изобретательный, эклектичный рок-н-ролл, насыщенный джазовыми элементами и выполненный в необычных аранжировках, имел большой коммерческий успех, а песня «Убили негра» стала одним из главных хитов 1999 года. «Запрещённые барабанщики» с успехом выступили на фестивале «Байк-шоу-99» и провели продолжительное клубное турне.
Однако массовая популярность «Убили негра» (а в Интернете появился специальный сайт, посвящённый этой песне) имела и обратную сторону: музыкантам приходилось всерьёз отвечать на вопросы о неграх и убийствах, раз за разом повторять, что они осуждают расизм. Говоря об аудитории группы, которая первое время была близка музыкантам по духу, В. Пивторыпавло замечал: «Потом, когда появилась надутая, шумная популярность с известной песней, наша аудитория расширилась, стала странной и пугающей». Виктор Пивторыпавло в 2007 году в интервью «Новой газете», говорил:

Продукт захотели громко прорекламировать, и появились плакаты: «Запрещённые барабанщики убили негра», просто так, без кавычек. На нас стали вешать тупой, бессмысленный и оголтелый расизм… В то время — конец 90-х — игра с этим была эпатажна. Поэтому и люди к нам приходили иногда совсем неадекватные и настолько неприятные, что было желание бросить всё это.

## Награды
Альбом стал обладателем различных премий:
- «Золотой граммофон — 1999»,
- «Золотая пятёрка — 1999»,
- «Главная премия Фонда Загубленного детства-1999»,
- «Лучшая песня года» по версии журнала «ОМ»,
- Первая Премия журнала «Fuzz» за лучшее видео года[7].